# NGC 2544
NGC 2544 je galaksija u zviježđu Žirafi.

## Vanjske poveznice
- SEDS: NGC 2544